# Esquisse d'une psychologie scientifique
Pour les articles homonymes, voir esquisse (homonymie).
Esquisse d'une psychologie scientifique (en allemand : « Entwurf einer Psychologie ») est un texte de Sigmund Freud, écrit entre 1895 et 1896, il n'a été connu qu'en 1948 comme partie de ses correspondances avec Wilhelm Fliess. Cette œuvre inachevée contient en germe tous les points que Freud développe par la suite dans son élaboration de la psychanalyse. La date de sa parution doit bien rendre attentif au fait que les psychanalystes ne pouvaient pas en avoir eu connaissance avant 1950 en allemand, en 1954 en anglais et seulement en 1956 en français.
En français, le texte porte également les titres suivants :
- Esquisse pour une psychologie scientifique ;
- Projet pour une psychologie scientifique ;
- Projet de psychologie scientifique.

## Contenu
(avril 2015).
À titre d'exemples, il traite :
- du Principe d'inertie et de constance,
- des processus primaires et des processus secondaires,
- de l'inconscient et du préconscient,
- de la poussée vers la réalisation d'un désir,
- de la réalisation hallucinatoire et réelle d'un désir,
- du critère de réalité,
- de la fonction inhibitrice du moi - énergie libre, énergie liée,
- de la distinction fonctionnelle entre perception et souvenir,
- du rapport du souvenir avec les barrières de contact et les frayages,
- les trois conditions permettant l'état conscient,
- la signification du langage,
- les pensées en tant qu'acte expérimental sur une petite échelle,
- les traumatismes et douleur en tant que stimuli excessifs,
- l'écran protecteur contre ces derniers et concentration des investissements pour agir sur toutes les irruptions,
- pas d'écran contre les stimuli internes,
- les signaux de déplaisir au lieu du déplaisir total,
- les rêves : de désir, hallucinatoires, régressifs, déformés,
- la motilité suspendue au cours des rêves,
- le parallélisme entre les rêves et symptômes névrotiques,
- l'importance de la sexualité dans les névroses,
- l'hystérie : défense, refoulement, déplacement, déformation,
- l'importance de l'attention,
- l'analyse des processus intellectuels, y compris les erreurs de logiques, etc.
- le rapport entre le refoulement et l'après-coup de la puberté.